# Frank Sheeran
Francis Joseph „Frank“ Sheeran (* 25. Oktober 1920 in Darby, Pennsylvania; † 14. Dezember 2003 in West Chester, Pennsylvania), genannt The Irishman („der Ire“), war ein US-amerikanischer Mobster und Auftragsmörder der Cosa Nostra.
Er wurde schon früh verdächtigt, an dem spurlosen Verschwinden des Gewerkschaftsführers Jimmy Hoffa am 30. Juli 1975 beteiligt gewesen zu sein und gab kurz vor seinem Tod seine Täterschaft bei dessen Ermordung zu, was aber nicht von allen Beobachtern für glaubwürdig gehalten wird. Darüber hinaus wird er mit 25 bis 30 weiteren Morden in Verbindung gebracht; unter anderem wird ihm beispielsweise die Ermordung des Mafiosos Joseph „Crazy Joe“ Gallo vom 7. April 1972 zugerechnet.
Als Sohn eines irischen Vaters war er einer von nur zwei Nicht-Italienern, welche der Cosa Nostra als (vom FBI gelistete) Vollmitglieder zugerechnet wurden. Gerade an der Person von Frank Sheeran wird dabei deutlich, wie tief die Mafia in die Gewerkschaft der Teamsters eindringen konnte („labor racketeering“).

## Leben

### Jugend
Frank Sheeran wurde westlich von Philadelphia im Arbeitervorort Darby geboren, wo er in einfachen Verhältnissen aufwuchs. Väterlicherseits war er irischer Herkunft, seine Mutter stammte aus Schweden.
Sheeran war neun Jahre alt, als seine Familie die Große Depression von 1929 erlebte. Die Familie zog teilweise über Land, um sich dort durchzuschlagen. Aufkommende Probleme, wenn es beispielsweise Mietschulden gab, wurden durch einen raschen Umzug in eine andere Gegend gelöst. Diebstähle besserten den Mittagstisch auf.
Sein Vater organisierte Schaukämpfe in Bars, bei denen der junge Frank gegen ältere Jugendliche antreten musste. Wenn dann der Zehnjährige z. B. gegen einen fünfzehnjährigen Gegner verloren hatte, dann gab es von Sheeran Senior zur Strafe noch eine Ohrfeige obendrauf, weil dem Vater durch die Niederlage das Freibier entgangen war.
Bei Schaustellern lernte Sheeran das Tanzen und machte seine ersten Erfahrungen mit Frauen. Unmittelbar nach dem Kriegseintritt der USA Ende 1941 wurde er eingezogen und befand sich im Zweiten Weltkrieg 411 Tage kämpfend an der Front, unter anderem auf Sizilien und im restlichen Italien, wo er sich Kenntnisse der italienischen Sprache aneignete, ein Umstand, der später zu seiner ‚Eintrittskarte‘ für die Cosa Nostra werden sollte.
Er lernte das Töten, insbesondere die „Hinrichtung“ gefangener Feinde, wobei der Tötungsbefehl dabei nie direkt erfolgte: Wenn Sheeran den Befehl bekam, Gefangene in die rückwärtigen Linien zu bringen und schnell zurückkommen sollte, dann wusste er, was von ihm verlangt wurde.

“When an officer would tell you to take a couple of German prisoners back behind the line and for you to ‘hurry back’, you did what you had to do.”

In Deutschland war er nach eigener Aussage an der später so genannten Erschießung von SS-Männern bei der Befreiung des KZ Dachau beteiligt.

### Rückkehr in die USA
Sheeran war 25 Jahre alt, als er in die USA zurückkehrte. Er arbeitete zunächst als Rausschmeißer, Tänzer und Lkw-Fahrer, heiratete dann und bekam Kinder.
Während einer Frachtfahrt nach Syracuse (New York), kurz nachdem er Endicott passiert hatte, musste Sheeran wegen Motorproblemen anhalten. Nachdem er die Motorhaube aufgemacht hatte, bot ihm ein kleiner italienischer Mann seine Hilfe an, mit dessen Werkzeug Sheeran den Schaden beheben konnte.
Dieser Mann war Rosario Alberto „Russel“ Bufalino, von 1959 bis 1994 Oberhaupt des als „Bufalino-Familie“ spezifizierten Verbrecherclans. Angetan von den handwerklichen Fähigkeiten Sheerans und dessen italienischen Sprachkenntnissen, heuerte er ihn vom Fleck weg als Fahrer an, und damit begann eine Karriere als viel eingesetzter Auftragsmörder („hit man“).
Bereits für Bufalino erledigte er einige Mordaufträge, so wurde z. B. am 7. April 1972 Joseph „Crazy Joe“ Gallo ermordet, während er seinen 43. Geburtstag feierte; sein Leibwächter Peter Diapoulas überlebte nur knapp. Untersuchungsbeamte gehen davon aus, dass dieses Attentat durch Joseph Yacovelli angeordnet und durch Frank Sheeran ausgeführt wurde. Damit endete nach über zehn Jahren der interne Konflikt in der Colombo-Familie, der noch unter Joseph Profaci begonnen hatte und eigentlich formal unter Joseph Magliocco 1963 als beendet galt.

### Jimmy Hoffa
Der Kontakt mit Jimmy Hoffa, dem Boss der Transportarbeitergewerkschaft („Teamsters“), kam zustande, als Bufalino ihm eines Tages den Telefonhörer weiterreichte und Hoffa am Telefon war. Sheeran behauptete später, Hoffa hätte gesagt: „Ich habe gehört, Sie streichen Häuser“ (“I heard you paint houses”).
Die Bezeichnung „to paint houses“ war die euphemistische Umschreibung der Mafia für Mord und beschreibt das Verspritzen des Blutes an die Wände, wenn jemand erschossen wird. Sheeran antwortet darauf, er mache auch „Zimmermannsarbeiten“ („carpentry work“); das heißt, er beseitige auch die Leichen.
Sheeran wurde daraufhin von Jimmy Hoffa bei den Teamsters angestellt und gehörte nun zum Local 326 in Wilmington (Delaware), hatte aber „spezielle Aufgaben“ für den Präsidenten zu erledigen. Sheeran gab an, einmal innerhalb von 24 Stunden drei Personen ermordet zu haben; zwei in Puerto Rico und einen in Chicago; als er zurückkehrte, um Hoffa Bericht zu erstatten, soll dieser nur gesagt haben, er sei spät dran.
Als Hoffa 1969 eine Haftstrafe antreten musste, hatte Sheeran bereits 13 Personen, Kriegstote nicht mitgerechnet, auftragsgemäß ermordet. Hoffa versuchte nach seiner Entlassung die Präsidentschaft über die Teamsters zurückzugewinnen, was zu seinem Verschwinden am 30. Juli 1975 führte.
Der schwache („weak“) Frank Fitzsimmons war der Mafia angeblich als Präsident angenehmer, da er sich im Gegensatz zu Hoffa nicht in deren Teamsters-Aktivitäten einmischte. Bufalino ließ nun angeblich Hoffa über Sheeran nochmals verwarnen, aber schließlich kam es für den besagten 30. Juli zu der Einladung für Hoffa, von der dieser niemals zurückkam.
Frank Sheeran gehörte zu den fünfzig Personen, die im September 1975 vor der Grand Jury, welche das Verschwinden von Hoffa aufklären wollte, aussagen mussten, verweigerte aber die Aussage mit Berufung auf den 5. Zusatzartikel zur Verfassung der Vereinigten Staaten.
Insbesondere Aussagen des seit Mai 1975 im Staatsgefängnis von Trenton (New Jersey) wegen Mordes einsitzenden Ralph Picardo aus den Jahren 1976/77 rückten Sheeran vom Kreis der üblichen Verdächtigen in den Kreis der tatsächlich Beteiligten.
Picardo war als Fahrer von Anthony Provenzano selbst ein Mitglied des Local 84 der Teamsters und saß im Gefängnis, weil er einen sogenannten Kredithai (engl. „loan shark“) erschossen hatte, und suchte offenbar einen Deal mit der Justiz. Picardos Aussagen wurden bereits 1978 von Dan E. Moldea in seinem Buch The Hoffa Wars öffentlich bekannt gemacht. Picardo bestätigte die Einladung Hoffas in das Restaurant Machus Red Fox, von dessen Parkplatz Jimmy Hoffa spurlos verschwand. Diese Einladung sei von Anthony Giacalone ausgegangen, um bestehende Unstimmigkeiten zwischen Anthony Provenzano und Jimmy Hoffa im Gespräch auszuräumen.
Demnach wurde Hoffa von seinem Ziehsohn Chucky O’Brien vom Restaurant zu einem nahegelegenen Haus gebracht. In dem Haus selbst hätten sich dann Thomas Andretta, Salvatore Briguglio, dessen Bruder Gabriel Briguglio und deren Fahrer Frank Sheeran befunden und Hoffa ermordet.
Selbst Dan E. Moldea ging aber noch bis 1999 nur von einer Verwicklung Sheerans in dem Mordfall aus und sah in Sheeran wohl mehr den wissenden und in O’Brien den unwissenden Lockvogel für Hoffa, der beiden vertraute und nie zu fremden Personen in ein Auto gestiegen wäre.
Dan E. Moldea selbst hatte schon diverse Interviews mit einigen Verdächtigen geführt, allerdings nie mit Sheeran. Das blieb Charles Brandt vorbehalten, der 1999 begann, Interviews, Gespräche und Telefonate mit Frank Sheeran zu führen. Offenbar gab es die Vereinbarung, das Buch I heard you paint houses, das eine Biografie von Sheeran darstellt, erst nach dessen Tod zu veröffentlichen.
Frank Sheeran starb am 14. Dezember 2003 in einem Pflegeheim in West Chester, das Buch erschien 2004.

## Das Geständnis
Sheeran gab mit seinem Geständnis gegenüber Brandt erstmals zu, was bis dahin allenfalls vermutet worden war: Er und Chucky O’Brien als Fahrer hätten Hoffa zu einem Haus in der Nähe des Restaurants gebracht und dann Hoffa im Hausflur durch Schüsse in den Kopf getötet. Er selbst habe die Leiche aber nicht beseitigt. Diese sei, wie ihm hinterher mitgeteilt worden sei, verbrannt und entsorgt worden. Die Identität des Beseitigers („Cleanman“) wollte Sheeran aber zunächst nicht preisgeben, da diese Person noch am Leben sei. Demnach würde Salvatore Briguglio als Leichenbeseitiger ausscheiden; diesen hatte Sheeran bereits 1978 eigenhändig erschossen. Später benannte Sheeran dann Tom und Steve Andretta.
Da Sheeran ohnehin immer zum Kreis der Verdächtigen gehört hatte, wurden seine Angaben von den Ermittlungsbehörden sehr ernst genommen, im Gegensatz etwa zu Behauptungen von Richard „The Iceman“ Kuklinski, der 2006 in einem Krankenhaus in New Jersey starb und dessen Geschichte in Philip Carlos’ Buch The Iceman: Confessions of a Mafia Contract Killer veröffentlicht wurden, aber von einem ehemaligen FBI-Agenten als Legende („hoax“) bezeichnet worden war (Kuklinski behauptete, Hoffa für 40.000 US-Dollar getötet zu haben, die Leiche sei dann in Japan zu einem Kotflügel  verarbeitet worden; eine der Theorien ist bekanntlich, die Leiche von Hoffa sei mit Hilfe einer Schrottpresse in Detroit beseitigt worden).
Sheeran hat seine Aussage kurz vor seinem Tod mit der Bezeichnung des Hauses, in dem der Mord stattfand, weiter konkretisiert. Tatsächlich wurden in dem besagten Haus in Detroit Blutspuren gefunden, welche jedoch zu alt waren, um analysiert und einer bestimmten Person zugeordnet werden zu können.

## Film
- Das Buch von Charles Brandt wurde von Martin Scorsese mit Robert De Niro, Al Pacino und Joe Pesci in den Hauptrollen unter dem Titel The Irishman verfilmt und wurde 2019 bei Netflix veröffentlicht.